# 不列顛群島
54°N 4°W / 54°N 4°W

不列顛群島（British Isles）

不列颠群岛，中文雅稱英倫三島，是欧洲西北海岸外，大西洋上的群岛。主要包括大不列颠岛、爱尔兰岛、马恩岛、设德兰群岛、奥克尼群岛、赫布里底群岛等等岛屿，习惯上还包括海峡群岛。不列颠群岛现有两国，分别是英国和爱尔兰共和国。不列颠群岛这一名称在爱尔兰不受欢迎，因为它过于强调联合王国和大不列颠岛在这一范围内的主导，民间和政府都不使用。不过这个群岛历来没有其它合适的名称可使。英国各界在与爱尔兰的交涉中，为避免触及敏感情绪，他們通常會用「不列顛與愛爾蘭」（英語："Britain and Ireland"） 而不是「不列顛群島」（英語："British Isles"），也會使用“这些岛屿”等含混的名称。历史学家诺曼·戴维斯1999年发表的著作就只稱作《群岛》（The Isles）。